# Listă de filme de groază din 2016
Aceasta este o listă de filme de groază din 2016.
| Titlu                           | Regizor              | Distribuție                                                  | Țară |
| ------------------------------- | -------------------- | ------------------------------------------------------------ | --- |
| Antibirth                       | Danny Perez          | Natasha Lyonne, Chloë Sevigny, Meg Tilly                     | Canada · Statele Unite ale Americii                                                                          |
| Autopsia lui Jane Doe           | André Øvredal        | Emile Hirsch, Brian Cox, Ophelia Lovibond                    | Regatul Unit · Statele Unite ale Americii                                                                    |
| Băiatul                         | William Brent Bell   | Lauren Cohan, Rupert Evans, James Russell                    | Statele Unite ale Americii · Republica Populară Chineză · Canada                                             |
| Camera terorii                  | D. J. Caruso         | Kate Beckinsale, Mel Raido, Duncan Joiner                    | Statele Unite ale Americii                                                                                   |
| Cerere de prietenie             | Simon Verhoeven      | Alycia Debnam-Carey, William Moseley, Connor Paolo           | Germania |
| De cealaltă parte               | Johannes Roberts     | Sarah Wayne Callies, Jeremy Sisto, Sofia Rosinsky            | Regatul Unit · Statele Unite ale Americii · India                                                            |
| Demonul                         | Brad Peyton          | Aaron Eckhart, Carice van Houten, Catalina Sandino Moreno    | Statele Unite ale Americii                                                                                   |
| Demonul de neon                 | Nicolas Winding Refn | Elle Fanning, Jena Malone, Christina Hendricks, Keanu Reeves | Statele Unite ale Americii · Danemarca · Franța                                                              |
| Din adâncuri                    | Jaume Collet-Serra   | Blake Lively, Óscar Jaenada                                  | Statele Unite ale Americii                                                                                   |
| Dincolo de umbre                | Babak Anvari         | Narges Rashidi, Avin Manshadi, Bobby Naderi                  | Regatul Unit                                                                                                 |
| Hush                            | Mike Flanagan        | Kate Siegel, John Gallagher Jr., Michael Trucco              | Statele Unite ale Americii                                                                                   |
| Înainte să mă trezesc           | Mike Flanagan        | Thomas Jane, Kate Bosworth, Jacob Tremblay                   | Statele Unite ale Americii                                                                                   |
| Monstrul                        | Bryan Bertino        | Zoe Kazan, Ella Ballentine, Aaron Douglas                    | Statele Unite ale Americii                                                                                   |
| Morgan                          | Luke Scott           | Kate Mara, Anya Taylor-Joy, Toby Jones                       | Statele Unite ale Americii                                                                                   |
| Noaptea judecății. Alegerile    | James DeMonaco       | Frank Grillo, Elizabeth Mitchell, Mykelti Williamson         | Statele Unite ale Americii · Franța                                                                          |
| Nu stinge lumina                | David F. Sandberg    | Teresa Palmer, Gabriel Bateman, Maria Bello                  | Statele Unite ale Americii                                                                                   |
| Ochii mamei mele                | Nicolas Pesce        | Diana Agostini, Olivia Bond, Will Brill                      | Statele Unite ale Americii                                                                                   |
| Omul din întuneric              | Fede Alvarez         | Jane Levy, Dylan Minnette, Stephen Lang                      | Statele Unite ale Americii                                                                                   |
| Ouija: Originea răului          | Mike Flanagan        | Elizabeth Reaser, Lulu Wilson, Annalise Basso                | Japonia · Statele Unite ale Americii                                                                         |
| Pădurea blestemată              | Jason Zada           | Natalie Dormer, Eoin Macken, Stephanie Vogt                  | Statele Unite ale Americii                                                                                   |
| Personalități multiple          | M. Night Shyamalan   | James McAvoy, Anya Taylor-Joy, Haley Lu Richardson           | Statele Unite ale Americii                                                                                   |
| Pet                             | Carles Torrens       | Dominic Monaghan, Ksenia Solo, Jennette McCurdy              | Spania · Statele Unite ale Americii                                                                          |
| Pride and Prejudice and Zombies | Burr Steers          | Lily James, Sam Riley, Bella Heathcote                       | Statele Unite ale Americii · Regatul Unit                                                                    |
| Resident Evil: Ultimul capitol  | Paul W. S. Anderson  | Milla Jovovich, Ali Larter, Ruby Rose                        | Franța · Statele Unite ale Americii · Germania · Canada · Australia · Japonia · Africa de Sud · Regatul Unit |
| Secta                           | Phil Joanou          | Jessica Alba, Thomas Jane, Lily Rabe                         | Statele Unite ale Americii                                                                                   |
| Semnalul                        | Tod Williams         | John Cusack, Samuel L. Jackson, Isabelle Fuhrman             | Statele Unite ale Americii                                                                                   |
| Strada Cloverfield 10           | Dan Trachtenberg     | John Goodman, Mary Elizabeth Winstead, John Gallagher Jr.    | Statele Unite ale Americii                                                                                   |
| The Belko Experiment            | Greg McLean          | John Gallagher Jr., Tony Goldwyn, Adria Arjona               | Statele Unite ale Americii                                                                                   |
| The Darkness                    | Greg McLean          | Kevin Bacon, Radha Mitchell, David Mazouz                    | Statele Unite ale Americii                                                                                   |
| Trăind printre demoni 2         | James Wan            | Vera Farmiga, Patrick Wilson, Frances O'Connor               | Canada · Statele Unite ale Americii                                                                          |
| Trenul spre Busan               | Yeon Sang-ho         | Gong Yoo, Kim Soo-an, Jung Yu-mi                             | Coreea de Sud                                                                                                |
| Vrăjitoarea din Blair           | Adam Wingard         | James Allen McCune, Callie Hernandez, Corbin Reid            | Canada · Statele Unite ale Americii                                                                          |